# Бук-М1-2

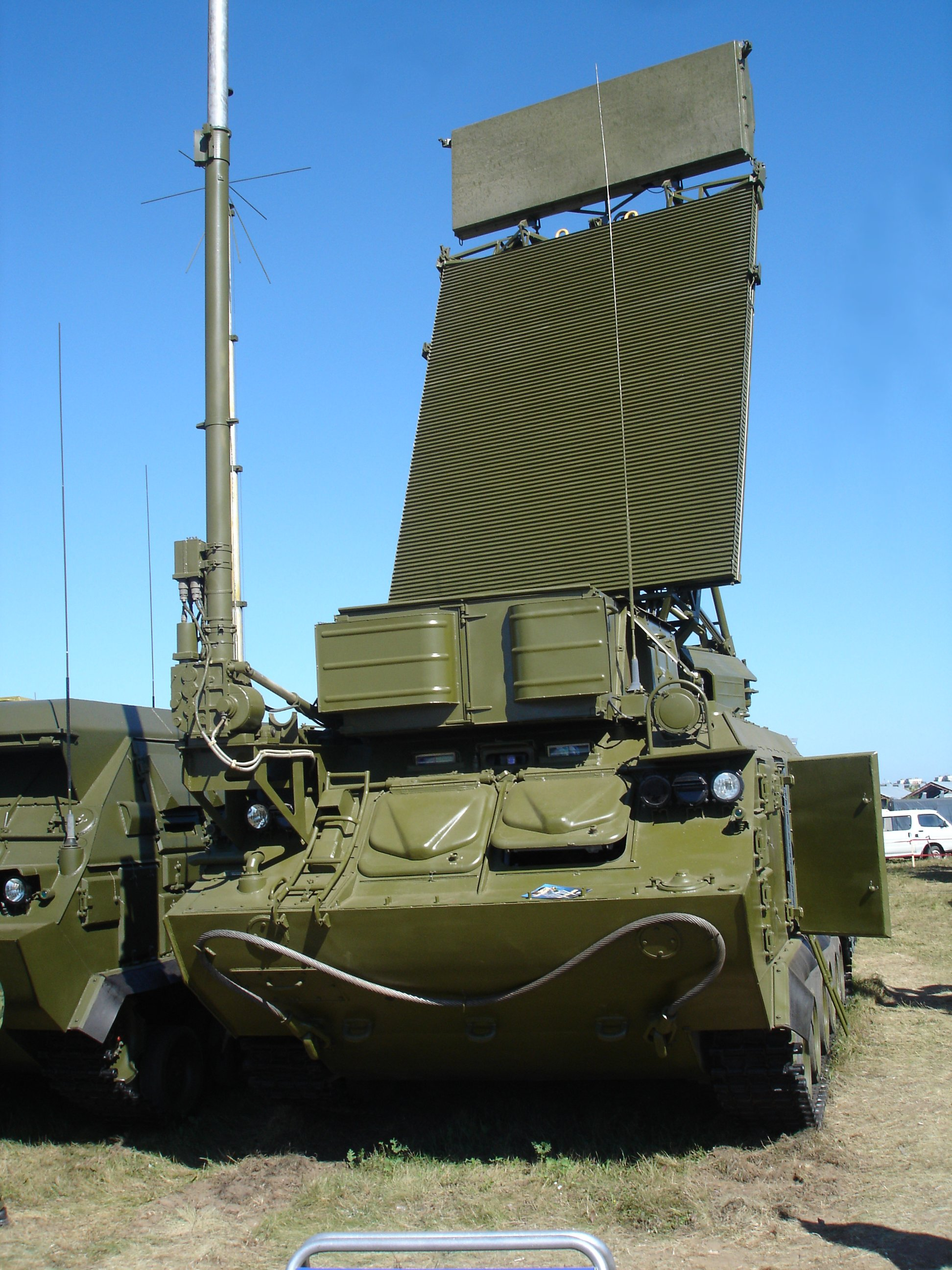
Станція виявлення цілей 9С18М1-1 комплексу «Бук-М1-2»

«Бук-М1-2» (індекс ГРАУ — 9K37M1-2, за класифікацією МО США і НАТО — SA-17 Grizzly) — зенітно-ракетний комплекс. Розробка 1994—1997 років. Розроблено в НДІ Приладобудування ім. В. В. Тихомирова. Військовий ЗРК середньої дальності, який призначався для захисту військ і об'єктів при розташуванні їх на місці і в ході наступальних (оборонних) дій від ударів аеродинамічних об'єктів (літаків, вертольотів і крилатих ракет).
Елементи комплексу «Бук-М1-2» виконані на шасі ГМ-569 виробництва ВАТ «Митищинській машинобудівний завод».

## Історія
Розробка «Бук-М1-2» завершена 1997 році. Використовуються два основних типи ракет — 9М38M1 або 9М317.
Кооперацією підприємств на чолі з «НДІП ім. В. В. Тихомирова» в 1994—1997 рр. була проведена робота по створенню ЗРК «Бук-M1-2». За рахунок застосування нової ракети 9М317 і модернізації інших засобів комплексу вперше забезпечена можливість ураження тактичних БР типу Ланс і авіаційних ракет, елементів високоточної зброї, надводних кораблів на дальностях до 25 км і наземних цілей (літаків на аеродромах, пускових установок, великих командних пунктів). Підвищено ефективність ураження літаків, вертольотів і крилатих ракет. Межі зон ураження збільшені до 45 км по дальності і до 25 км по висоті. У новій ракеті передбачається використання інерційно-коригуємої системи керування з напівактивною радіолокаційною ГСН з наведенням по методу пропорційної навігації.
Прийнято на озброєння в 1998 році.
На базі Бук-М1-2 розроблений ЗРК Бук-М2, розробка завершилася в 2008 році, перші стрільби виконані в 2010 році на полігоні Капустин Яр.
У 2011 році комплекс «Бук-М2» прийнятий на озброєння 297 зрбр ППО СВ (селище Алкіно, Башкирія)
Активно ведеться робота зі створення нових комплексів військової ППО, у тому числі перспективного ЗРК Бук-М3.

## Характеристики
Радар з ФАР («Бук-М2»)
- Дальність виявлення цілей не менше 100 км[5] з цифровою обробкою сигналів.[6]

Джерело
- Одночасне виявлення 24 цілей
- Обстріл 6-ти цілей базове значення, з 97го 10-12, межа модернізації 22.[6][8][9]
- Час реакції 15 с

Основні характеристики ракети 9М317:
- Вперше забезпечена можливість перехоплення ракет типу Ланс[6]
- Вага: 715 кг
- Довжина: 5,55 м
- Калібр: 0,4 м
- Розмах крил: 0,86 м
- Максимальна швидкість ймовірних цілей: 1200 м/с
- Максимальне перевантаження ЗУР: 24 g
- Вага бойової частини: 50-70 кг
- Імовірність ураження вказана при стрільбі по принципу: одна ракета — одна ціль.
- Максимальна дальність ураження літаків типу F-15 42 км[7]
  - Імовірність ураження неманевруючого літака 0,7-0,9
  - Імовірність ураження маневруючого літака (7-8g) 0,5-0,7
- Максимальна дальність ураження БР типу Ланс (на висотах 2-16 км) 20 км[2]
  - Імовірність ураження ОТР 0,5-0,7
  - Максимальна швидкість ураження ракети, що наближається типу Ланс 1200 м/с
  - Максимальна швидкість ураження ракети, що віддаляється типу Ланс 300 м/с
- Максимальна дальність ураження ракети AGM-86 ALCM:
  - на висоті 30 м — 20 км,
  - на висоті 6000 м − 26 км
  - Імовірність ураження КР 0,6-0,8
- Максимальна дальність ураження протирадіолокаційних ракет типу «HARM» — 20 км
  - Імовірність ураження ПРР 0,6-0,8
- Максимальна дальність ураження вертольотів типу «Хью-Кобра» 42 км (при швидкості цілі більше 50 м/с)
- Максимальна дальність ураження вертольотів, які зависли 10-12 км

## Склад комплексу «Бук-М1-2»
- 1 × Командний пункт 9С470М1-2
- 6 × Самохідна вогнева установка 9А310М1-2
- 3 × Пуско-заряджальна установка 9А39М1
- 1 × Станція виявлення цілей 9С18М1
- машина технічного обслуговування (МТО) 9В881М1-2 з автопричепом ЗІП 9Т456
- майстерня технічного обслуговування (МТО) АГЗ-М1
- машини ремонту і технічного обслуговування (МРТО):
  - МРТО-1 9В883М1
  - МРТО-2 9В884М1
  - МРТО-3 9В894М1
- транспортна машина 9Т243 з комплектом технологічного обладнання (КТО) 9Т3184
- автоматизована контрольно-випробувальна рухома станція (АКВПС) 9В95М1
- машина (майстерня) ремонту ракет 9Т458
- уніфікована компресорна станція УКС-400В
- рухома електростанція РЕС-100-Т/400-АКР1

Як бойова одиниця комплекс являє собою окремий зенітно-ракетний дивізіон, що складається з батареї управління — КП, станції виявлення цілей і 3-х вогневих батарей (2 СВУ і 1 ПЗУ). Додатково СВУ 9А310М1-2 може бути додані засоби ЗРК «Куб», тобто СПУ 2П25 і СУРН 1С91 з СПУ 2П25.

## Зображення
Пуско-заряджальна установка 9А39 комплексу Бук-М1-2 на міжнародному форумі «Технології в машинобудуванні»:

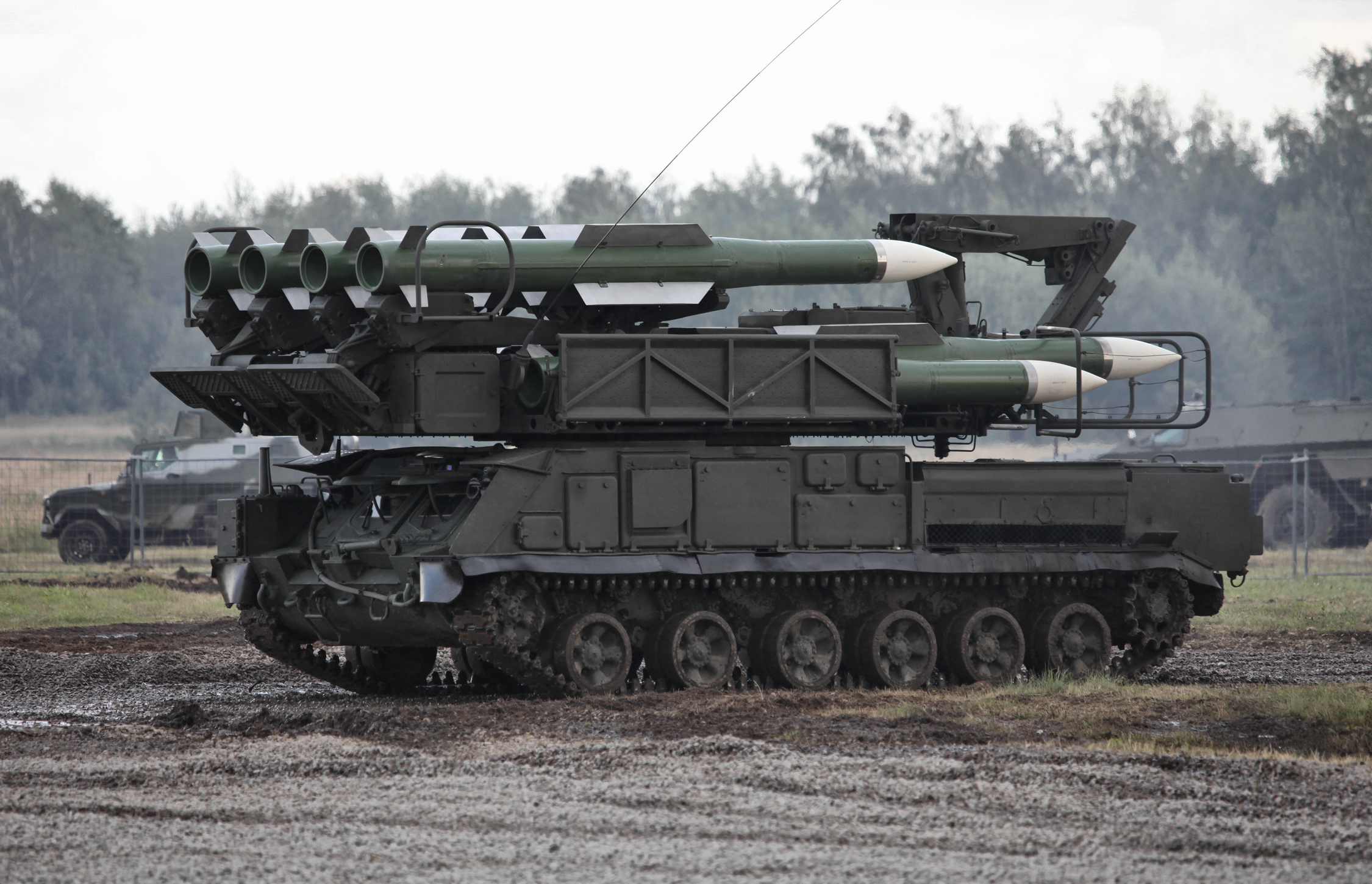
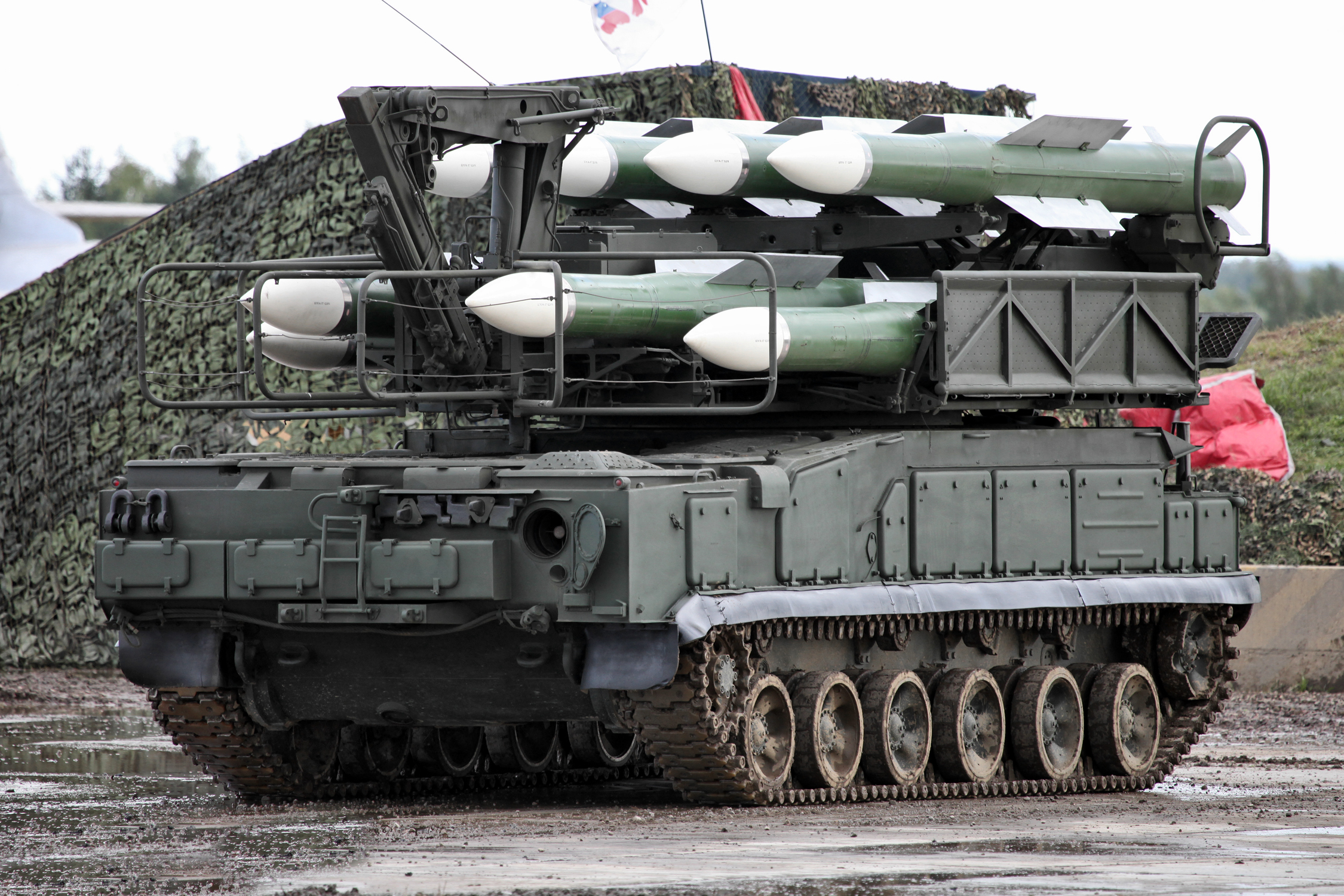
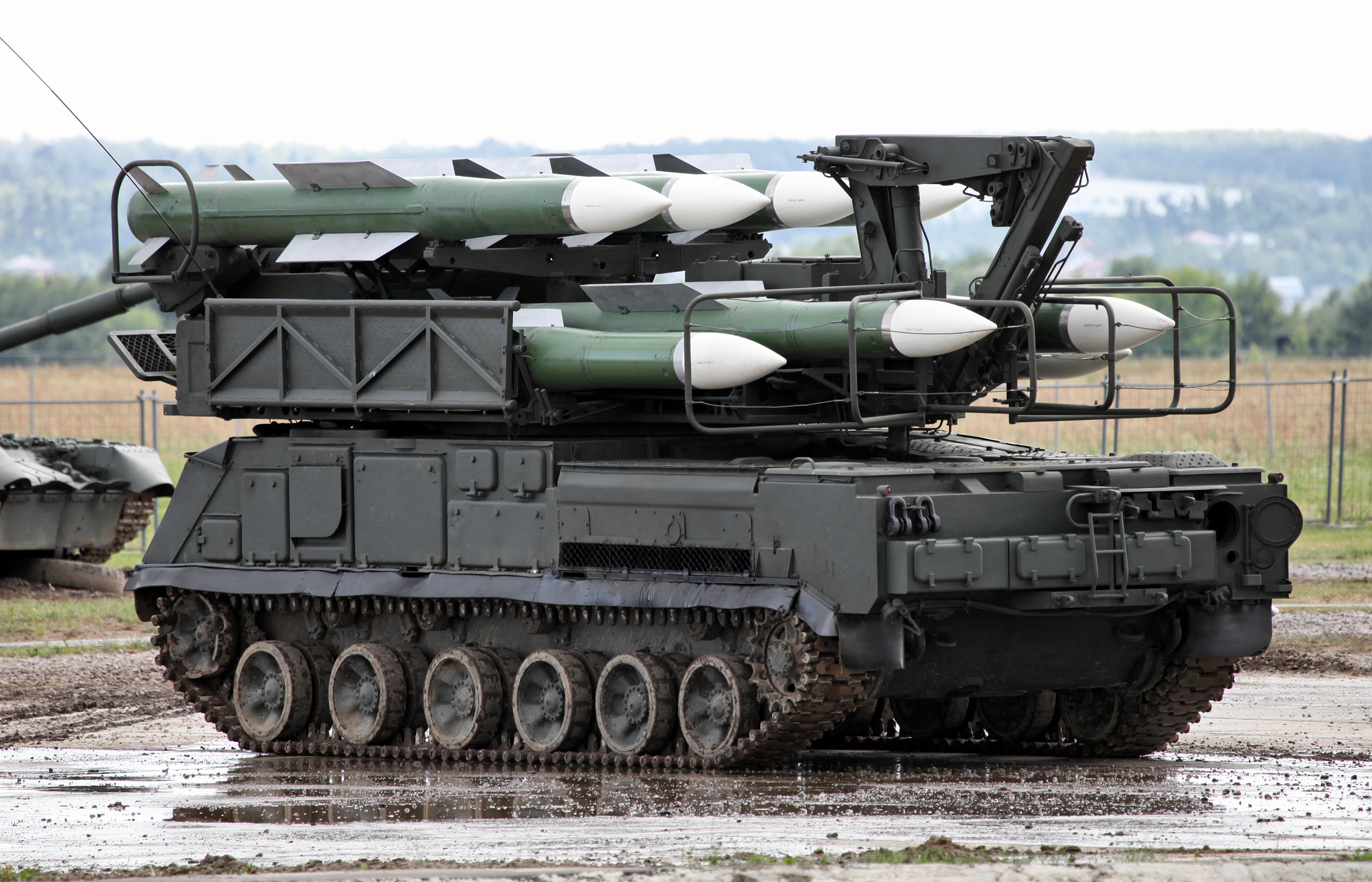